# Red Grange
Harold Edward Grange, detto Red (Forksville, 13 giugno 1903 – Lake Wales, 28 gennaio 1991), è stato un giocatore di football americano statunitense soprannominato "The Galloping Ghost" giocò nel ruolo di halfback al college per l'Università dell'Illinois e come professionista coi Chicago Bears e i New York Yankees, squadra dalla breve vita.
La sua firma coi Bears aiutò a legittimare la National Football League. Fu membro dell'annata inaugurale sia della College Football Hall of Fame che della Pro Football Hall of Fame. Nel 1924, Grange fu premiato come miglior giocatore (MVP) della Big Ten Conference. Nel 2008 fu nominato miglior giocatore del football universitario di tutti i tempi da ESPN e nel 2011 fu nominato miglior giocatore della storia della Big Ten dal Big Ten Network. Il numero 77 della sua maglia è stato ritirato in suo onore dai Bears.

## Carriera professionistica

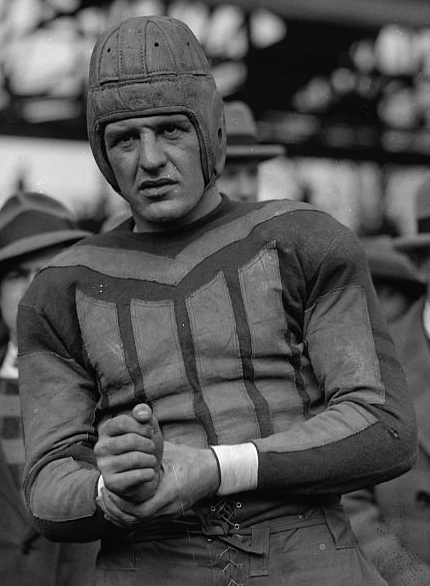
Grange nel 1925.

Grange firmò coi Chicago Bears della NFL il giorno dopo la sua ultima partita al college: il giocatore/manager George Halas acconsentì a un contratto per un tour di 19 gare del valore totale di 100.000 dollari in un'epoca in cui il salario medio di un giocatore era minore di cento dollari a gara. Quel tour di 67 giorni è accreditato per aver legittimato il football e la NFL negli Stati Uniti. Il 6 dicembre 1925, una folla tra le 65.000 e le 73.000 si radunarono al Polo Grounds per vedere Grange, contribuendo a salvare la franchigia dei New York Giants. Grange segnò un touchdown su un intercetto ritornato per 35 yard nella vittoria dei Bears 19-7. In attacco corse 53 yard su 11 tentativi, ricevette un passaggio da 23 yard e completò 2 passaggi su 3 per 32 yard. Nel suo primo anno guadagnò 401 yard totali e segnò 3 touchdown nelle sue 5 gare ufficiali coi Bears.
In seguito, Grange fu coinvolto in una disputa contrattuale coi Bears e lasciò la squadra per formare la sua lega personale, la American Football League, per sfidare la NFL. Questa durò una sola stagione dopo che la squadra di Red, i New York Yankees, fu assimilata dalla NFL. Nel 1927 Grange soffrì un serio infortunio al ginocchio contro i Bears, che portò con sé parte della sua velocità. Dopo non aver disputato la stagione 1928, fece ritorno ai Bears, dove come solido corridore ed eccellente defensive back rimase fino alla stagione 1934.
I punti più alti degli ultimi anni della carriera di Grange avvennero in due finali di campionato consecutive. Nella finale non ufficiale del 1932, Grange ricevette il touchdown della vittoria da Bronko Nagurski. Nella finale del 1933 invece mise a segno un placcaggio che salvò i Bears dal subire un touchdown, consentendogli di bissare il titolo di campioni.

## Palmarès
- Campionati NFL: 2

Chicago Bears: 1932, 1933
- Formazione ideale della NFL degli anni 1920
- Numero 77 ritirato dai Bears
- Pro Football Hall of Fame

## Statistiche
| Touchdown         | 32  |
| Yard su ricezione | 288 |
| Yard su corsa     | 569 |